# Biserica „Arhanghelul Mihail” din Hîrtopul Mare
Biserica „Arhanghelul Mihail” este o biserică amplasată în Hîrtopul Mare, raionul Criuleni, Republica Moldova. Este un monument arhitectural de importanță națională inclus în Registrul monumentelor Republicii Moldova ocrotite de stat cu nr. 306 (raionul Criuleni). Datează din 1814.